# (13367) Jiří
(13367) Jiří, désignation internationale (13367) Jiri, est un astéroïde de la ceinture principale.

## Description
(13367) Jiri est un astéroïde de la ceinture principale d'astéroïdes. Il fut découvert le 18 octobre 1998 à la station Anderson Mesa par le programme LONEOS. Il présente une orbite caractérisée par un demi-grand axe de 3,20 UA, une excentricité de 0,07 et une inclinaison de 16,2° par rapport à l'écliptique.

## Compléments